# Parason

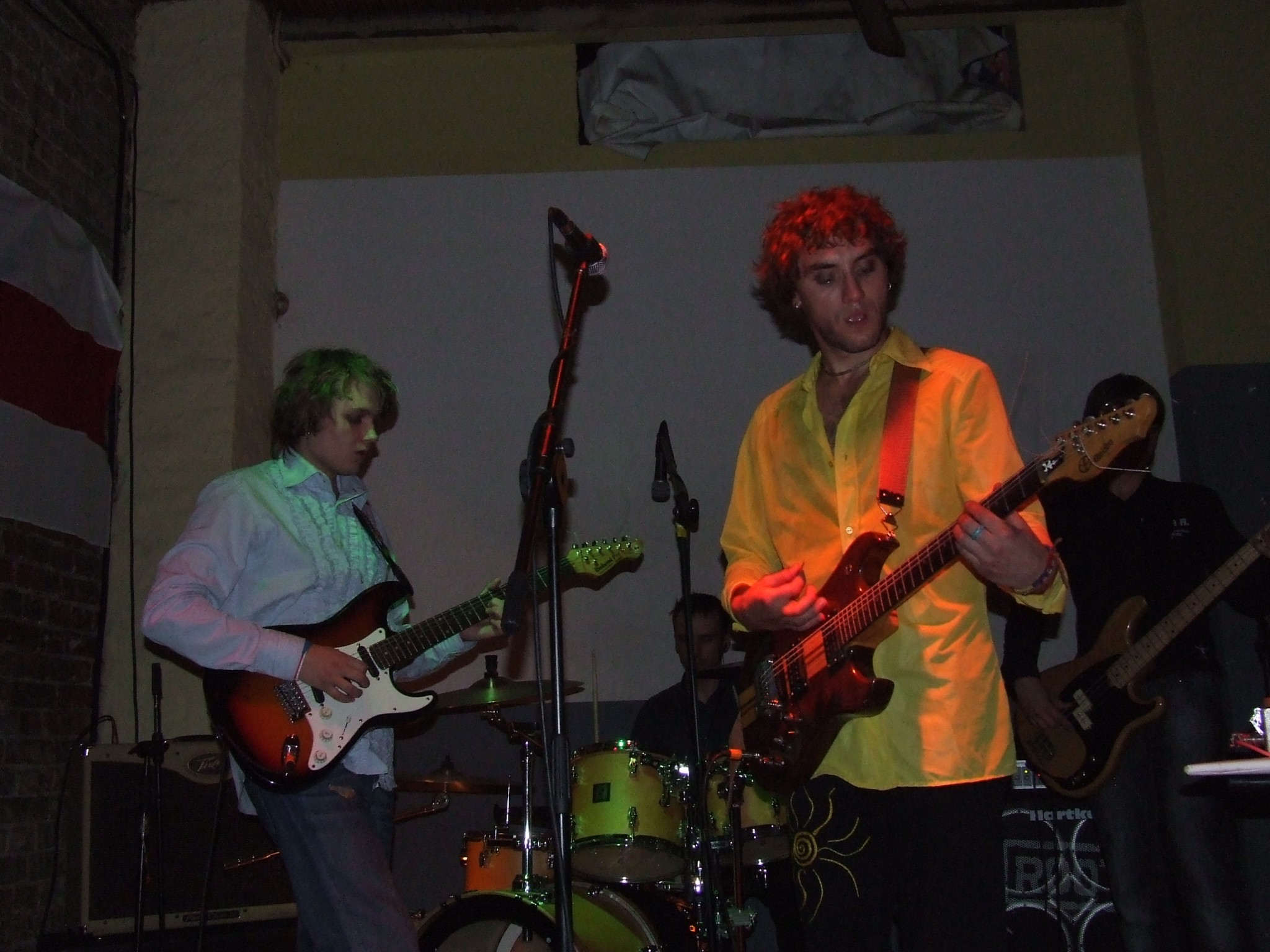
Parason

Parason (bělorusky deštník) je rocková hudební skupina z Běloruska, založená v roce 2003, vítěz festivalu Basovišča v roce 2006.

## Členové
- Vital Zybluk (kytara)
- Andrej "Karp" Karpovič (zpěv, kytara)[5]
- Andrej "Andrew" Vosipčyk (basová kytara)
- Pavel Siarhunin (bicí)